# Robert Walpole (filólogo clásico)
Robert Walpole (1781–1856) fue un filólogo clásico inglés.

## Vida
Nació el 8 de agosto de 1781 en Lisboa. Era hijo del embajador británico en Portugal Robert Walpole. Se educó en la Charterhouse School antes de entrar en el Trinity College, Cambridge en 1800.

## Obras
- Memoirs relating to European and Asiatic Turkey (1817, 2nd ed. 1818).
- (editor): Travels in various Countries of the East (2 vols., 1820), (escritos inéditos de John Bacon Sawrey Morritt, John Sibthorp, y Philip Hunt).
- Melite Britannis subacta (1801)
- Comicorum Græcorum Fragmenta (1805), con notas de Richard Porson[1]
- Isabel, una colección de traducciones en verso.
- Specimens of scarce Translations of the seventeenth century from the Latin Poets (1805).[2][3]
- Essay on the Misrepresentations of certain Infidel Writers (1812)[4]